# PKCS
En criptografía, PKCS (Public-Key Cryptography Standards) se refiere a un grupo de estándares de criptografía de clave pública concebidos y publicados por los laboratorios de RSA en California. A RSA Security se le asignaron los derechos de licenciamiento para la patente de algoritmo de clave asimétrica RSA y adquirió los derechos de licenciamiento para muchas otras patentes de claves.
| Resumen de los estándares PKCS | Resumen de los estándares PKCS | Resumen de los estándares PKCS                                                     | Resumen de los estándares PKCS |
|                                | Versión                        | Nombre                                                                             | Comentarios |
| ------------------------------ | ------------------------------ | ---------------------------------------------------------------------------------- | --- |
| PKCS#1                         | 2.2                            | Estándar criptográfico RSA                                                         | Ver RFC 8017. Define el formato del cifrado RSA. |
| PKCS#2                         | -                              | Obsoleto                                                                           | Definía el cifrado RSA de resúmenes de mensajes, pero fue absorbido por el PKCS#1. |
| PKCS#3                         | 1.4                            | Estándar de intercambio de claves Diffie-Hellman                                   | Un protocolo criptográfico que permite a dos partes sin conocimiento previo una de la otra establecer conjuntamente una clave secreta compartida, utilizando un canal de comunicaciones inseguro. |
| PKCS#4                         | -                              | Obsoleto                                                                           | Definía la sintaxis de la clave RSA, pero fue absorbido por el PKCS#1. |
| PKCS#5                         | 2.1                            | Estándar de cifrado basado en contraseñas                                          | Recomendaciones para la implementación de criptografía basada en contraseñas, que cubren las funciones de derivación de claves, esquemas de encriptación, esquemas de autenticación de mensajes, y la sintaxis ASN.1 que identifica las técnicas. Ver RFC 2898 y PBKDF2. |
| PKCS#6                         | 1.5                            | Estándar de sintaxis de certificados extendidos                                    | Define extensiones a la antigua especificación de certificados X.509 versión 1. La versión 3 del mismo lo dejó obsoleto. |
| PKCS#7                         | 1.5                            | Estándar sobre la sintaxis del mensaje criptográfico                               | Ver RFC 2315. Usado para firmar y/o cifrar mensajes en PKI. También usado para la diseminación de certificados (p.ej. como respuesta a un mensaje PKCS#10). Fue la base para el estándar S/MIME, ahora basado en la RFC 3852, una actualización del estándar CMS Cryptographic Message Syntax, utilizado para firmar digitalmente, obtener el digest, autenticar, o cifrar arbitrariamente el contenido de un mensaje (no confundir con Sistema de gestión de contenido -Content Management System-). |
| PKCS#8                         | 1.2                            | Estándar sobre la sintaxis de la información de clave privada                      | Ver RFC 5208. |
| PKCS#9                         | 2.0                            | Tipos de atributos seleccionados                                                   | |
| PKCS#10                        | 1.7                            | Estándar de solicitud de certificación                                             | Ver RFC 2986. Formato de los mensajes enviados a una Autoridad de certificación para solicitar la certificación de una clave pública. Ver CSR. |
| PKCS#11                        | 2.40                           | Interfaz de dispositivo criptográfico ("Cryptographic Token Interface" o cryptoki) | Define un API genérico de acceso a dispositivos criptográficos (ver HSM). |
| PKCS#12                        | 1.1                            | Estándar de sintaxis de intercambio de información personal                        | Define un formato de fichero usado comúnmente para almacenar claves privadas con su certificado de clave pública protegido mediante clave simétrica. |
| PKCS#13                        | –                              | Estándar de criptografía de curva elíptica                                         | (Aparentemente abandonado, la única referencia es una propuesta de 1998.) |
| PKCS#14                        | –                              | Generación de número pseudo-aleatorios                                             | (Aparentemente abandonado, no hay publicada documentación al respecto) |
| PKCS#15                        | 1.1                            | Estándar de formato de información de dispositivo criptográfico                    | Define un estándar que permite a los usuarios de dispositivos criptográficos identificarse con aplicaciones independientemente de la implementación del PKCS#11 cryptoki u otro API. RSA ha abandonado las partes relacionadas con la tarjeta IC de este estándar, subsumidas por el estándar ISO/IEC 7816-15. |